# هيرو موتشيزوكي

هيرو موتشيزوكي. (بالفرنسية: Hiroo Mochizuki)‏، ولد 21 مارس 1936 في شيزوكا، (اليابان)، متخصص في فنون القتال اليابانية. هو مؤسس يوسينكان بودو.

## سيرته
هيرو موتشيزوكي بدأ بالكندو، الأيكيدو و الجودو مع والده مينورو موشيزوكي، معلم فنون الدفاع، الذي كان تلميذ جيغورو كانو و موريهيه أويشيبا و غيشن فوناكوشي.